# Hollywood in den 30er Jahren

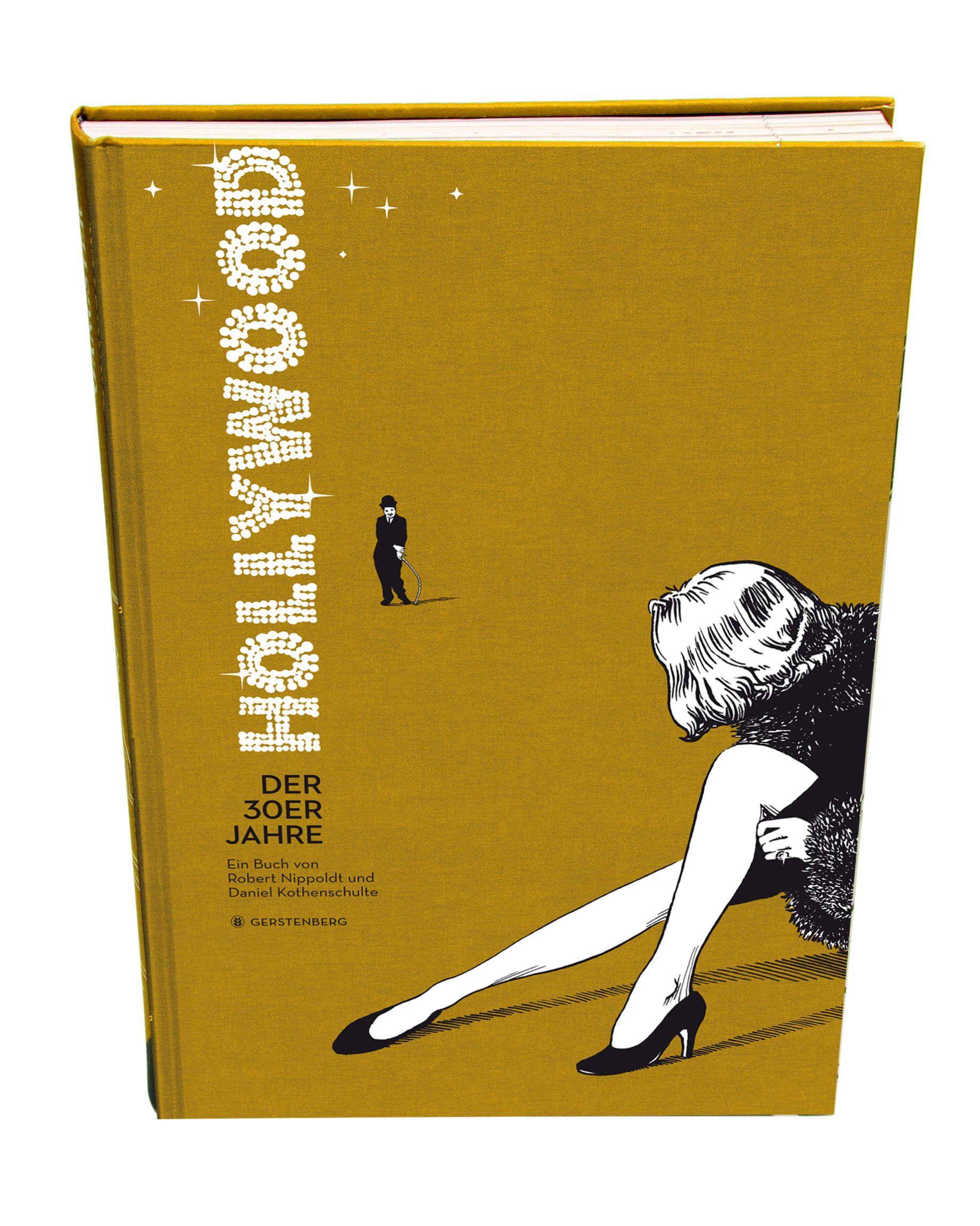
Hollywood in den 30er Jahren

Hollywood in den 30er Jahren ist ein Buch von Illustrator Robert Nippoldt und Filmkritiker Daniel Kothenschulte. Es wurde 2010 beim Gerstenberg Verlag veröffentlicht. 2013 erschien es in englischer, französischer und spanischer Übersetzung beim Taschen Verlag. Das Buch wurde mit nationalen und internationalen Preisen ausgezeichnet; 2010 wurde es von der Deutschen Kinemathek zum Buch des Monats und von Hans Helmut Prinzler zum Filmbuch des Jahres gewählt, 2011 erhielt es den Red Dot Design Award.

## Inhalt
Auf 160 Seiten stellen die Autoren bedeutende Schauspieler, Regisseure und weitere Filmschaffende vor und legen deren Bedeutung für die Filmwelt Hollywoods in den 1930er Jahren dar. Diese biografischen Porträts sind eingebettet in historische und kulturelle Fakten. Für jeden Star gibt es einen persönlichen Infokasten, der Daten wie Alter, Ehen und Kinder, aber auch Gagenhöhe, Anzahl der Filme und Oscars nennt. Folgende Stars werden im Buch vorgestellt: Louis B. Mayer, Charlie Chaplin, Buster Keaton, Marie Dressler, Greta Garbo, Joan Crawford, James Cagney, Jean Harlow, Jack P. Pierce, Willis O’Brien, Tod Browning, Mae West, Cary Grant, Busby Berkeley, Fred Astaire, Marlene Dietrich, Frank Borzage, Walt Disney, Shirley Temple, William H. Daniels, The Marx Brothers, Katharine Hepburn, George Cukor, Ernst Lubitsch, Fritz Lang, Erich Wolfgang Korngold, Errol Flynn, Charles Laughton, Judy Garland, James Stewart, Ben Hecht, Clark Gable, Humphrey Bogart und John Ford. Die Illustrationen zeigen neben den porträtierten Stars auch die wichtigsten Filme jener Zeit (z. B. Chaplins Lichter der Großstadt (1931), Vom Winde verweht (1936), Robin Hood, König der Vagabunden (1938) oder Der Zauberer von Oz (1939)), Hintergründe der Filmentstehung (z. B. den Aufbau eines Filmsets) sowie verschiedene Infografiken. Im gesamten Buch wird auf Fotos verzichtet, alle Porträts und Szenen sind von Robert Nippoldt gezeichnet.

## Buchausgaben
Deutsche Ausgabe
- Robert Nippoldt: Hollywood in den 30er Jahren mit Daniel Kothenschulte (Konzept, Text) und Christine Goppel (Kolorierung), Gerstenberg Verlag, Hildesheim, 2010. ISBN 978-3-8369-2628-7[1]

Englische Ausgabe
- Robert Nippoldt: Hollywood in the Thirties with Daniel Kothenschulte (concept, text) and Christine Goppel (coloration), TASCHEN, 2013, ISBN 978-3-8365-4498-6[2]

Französische Ausgabe
- Robert Nippoldt: Hollywood dans les années 1930 avec Daniel Kothenschulte (idée originale, texte) et Christine Goppel (coloration), TASCHEN, 2013, ISBN 978-3-8365-4500-6[3]

Spanische Ausgabe
- Robert Nippoldt: Hollywood en los años 30 en colaboración con Daniel Kothenschulte (idea, texto) y Christine Goppel (coloreado), TASCHEN, 2013, ISBN 978-3-8365-4499-3[4]

## Auszeichnungen
- Best American Infographic für “Facemap” 2015, New York
- Nominierung für den German Design Award 2012, Frankfurt
- Auszeichnung vom Deutschen Designer Club 2011, Frankfurt
- Red Dot Design Award 2011, Essen
- Filmbuch des Jahres, Hans Helmut Prinzler 2010, Berlin[5]
- Buch des Monats, Deutsche Kinemathek 2010, Berlin

## Pressestimmen
- Es ist die Detailfülle in Kothenschultes Porträts der wichtigsten und einiger überraschender, weil eher unbekannten Protagonisten des damaligen Hollywoods, die dieses Buch so lehrreich macht. Und es sind Nippoldts Bilder, die es sehenswert machen. [...] Das ist einfach Augenlust. – Andreas Platthaus, Frankfurter Allgemeine Zeitung[6]

- Hollywood in den 30er Jahren ist ein perfekt in Szene gesetzter Bildband, der optisch und inhaltlich auf ganzer Linie überzeugt. Oder anders gesagt: Er ist schön wie die Garbo, elegant wie Fred Astaire und quirlig wie die Marx Brothers. So leichtfüßig, so lebendig, so geistreich, aber vor allem so originell wurde diese Epoche sicher noch nie porträtiert.  – Eva Hepper, Deutschlandradio Kultur, Berlin[7]

- Der Bildband nimmt den Leser mit auf eine Reise durch das wahrscheinlich faszinierendste Jahrzehnt der Traumfabrik. Der Illustrator Robert Nippoldt und der Filmkritiker Daniel Kothenschulte haben sich zusammengetan, um dieser besonderen Zeit Tribut zu zollen: mit traumhaften Zeichnungen und spannenden Hintergrundtexten. Ein Buch nicht nur für Fashionfans, sondern auch für Nostalgiker und Cineasten. – Harper’s Bazaar, München[8]
- Robert Nippoldt umschmeichelt Diven wie Greta Garbo und Marlene Dietrich mit seinem perfekten Strich. – Katja Lüthge, Berliner Zeitung[9]

- Die Texte sprechen in klassischer, aber unprätentiös moderner Sprache über ebenso klassische, aber nicht mehr ganz so moderne kinematographische Phänomene. Das Stöbern darin hat Spaß gemacht ... und good old Tod Browning, schön, dass er nicht ganz in Vergessenheit gerät. – Tom Tykwer, Filmregisseur, Drehbuchautor, Filmproduzent

- Nippoldt, gerade mal 32 Jahre alt, hat einen scharfen Blick für Charakteristika und prägende Details. In seinen Zeichnungen bekommen Personen einen individuellen, keinen typisierten Ausdruck. Sie sind nicht durch die verzerrende Brille eines Karikaturisten gesehen, sondern mit dem liebevollen Blick eines Verehrers. Man kommt leicht ins Schwärmen bei diesem Buch. Das endet auch nicht, wenn man zu lesen beginnt. Die Texte von Daniel Kothenschulte sind informativ, sachlich, ohne falsche Ironie oder neckische Pointe. Ein beeindruckender filmhistorischer Essay. Aufs Ganze gesehen entsteht dadurch eine schöne Balance zwischen Wort und Bild. – Hans Helmut Prinzler, Deutsche Kinemathek Berlin[10]

- A cool, glamorous, encyclopedic celebration of perhaps the most important decade in movie history -- the '30s. Robert Nippoldt's wood-cut style illustrations are frameable, jazz-age art and Daniel Kothenschulte's text is as knowing and alive as the decade itself.   Hollywood in the '30s bubbles like a post-prohibition champagne cocktail. – Mitch Glazer, Produzent, Los Angeles

- The booming cinematic era captured in the work of Kothenschulte and Nippoldt continues to be a true inspiration to contemporary directors, producers and actors alike. – Tom LaBonge, Councilman, Los Angeles, 2014

- Hollywood in the 30’s… features gorgeous illustrations by Robert Nippoldt, explaining everything from jobs on a film set to the movie monsters of the era. – VanityFair, New York[11]

- Hollywood in the 30’s pays homage to the inspired creative direction and celebrity egos both in front of the camera and behind the silver screen. Nippoldt’s evocative drawings conjure up the magical and not-so-magical world of old Hollywood and the thrills of movie-making in this timeless keepsake from a bygone age. – Bethan King, Toni & Guy Magazine, London[12]